# Reichskommissariat
Reichskommissariat (în traducere, „comisariat al Reich-ului”) este o denumire în germană dată entității administrative condusă de un oficial guvernamental denumit Reichskommissar⁠(d) (în traducere, „comisar al Reich-ului”). Deși au existat ai multe astfel de entități mai ales în perioadele imperială germană și nazistă în mai multe domenii (cum ar fi infrastructura publică⁠(d), amenajarea teritoriului⁠(d), epurarea etnică etc.) acesta este cel mai frecvent folosit cu referire la unitățile teritoriale cvasi-coloniale⁠(d) înființate de către Germania Nazistă, în multe din țările ocupate⁠(d) în timpul celui de al Doilea Război Mondial. Deși, oficial și în sens juridic, ele se situau în afara Reich-ului German, aceste entități erau controlate direct de către autoritățile civile supreme (Reichskommissarii), care guvernau teritoriile ca guvernatori germani, în numele și ca reprezentanți direcți ai lui Adolf Hitler.
Introducerea acestor administrații teritoriale avea mai multe scopuri. Cele înființate sau care urmau să fie înființate în Vestul și Nordul Europei erau, în general, imaginate ca faze de tranziție pentru viitoarea incorporare a diferitelor țări germanice din afara Germaniei antebelice într-un stat nazist extins. Omoloagele lor din est slujeau în primul rând scopuri colonialiste și imperialiste, ca surse pentru un viitor Lebensraum pentru colonizare germană și exploatarea resurselor naturale⁠(d).
Un alt contrast era nivelul de reorganizare administrativă pusă în aplicare în aceste două tipuri de unități. Ca în multe alte teritorii cucerite de germani, administratorii și birocrații locali au fost presați să-și continue operațiunile cotidiene (mai ales la nivelurile medii și inferioare) deși sub supraveghere germană. De-a lungul războiului, Reichskommissariatele din Europa de Vest și din cea de Nord, și-au păstrat pur și simplu structura administrativă existentă anterior dar în Europa de Est au fost introduse astfel de structuri complet noi.
Toate aceste entități erau, totuși, destinate în cele din urmă integrării într-un Mare Reich Germanic (în germană Großgermanisches Reich), care să cuprindă zona generala a Europei de la Marea Nordului la Munții Ural, în care Germania urma să formeze teritoriul de bază.

## Europa de Vest și de Nord
- Reichskommissariat Norwegen (ocupația germană a Norvegiei⁠(d) între 1940 și 1945).
- Reichskommissariat Niederlande (ocupația germană a Țărilor de Jos, între 1940 și 1945).
- Reichskommissariat Belgien-Nordfrankreich (ocupația germană a Belgiei și Franței de Nord⁠(d), Nord-Pas-de-Calais, în 1944. Anexată retroactiv direct în Reich-ul German, în decembrie 1944, ca noile Reichsgaue⁠(d) Flandra⁠(d), Valonia⁠(d) și Brüssel⁠(d), deși mare parte din regiune deja nu mai era sub control german.

## Fostele teritorii Sovietice
În vara anului 1941, ideologul german nazist Alfred Rosenberg a sugerat că, pentru a facilita destrămarea Uniunii Sovietice și Rusiei ca entitate geografică, teritoriul sovietic cucerit ar trebui să fie administrat în următoarele cinci Reichskommissariate:
- Reichskommissariat Ostland (RKO) (Țările Baltice și Belarus, extins spre est, prin includerea unor părți din Vestul Rusiei) 1941-1944/45.
- Reichskommissariat Ukraine (RKU) (Ucraina mai puțin Galiția de Est, Transnistria română și Crimeea, și la sfârșitul lunii mai 1941 a fost extinsă spre est până la Volga); 1941-1944.
- Reichskommissariat Don-Wolga (aproximativ de la Marea de Azov la Republica Germană de la Volga, inclusiv Rostov, Voronej, și Saratov; la sfârșitul lunii mai 1941, a fost împărțită între Ucraina și Kaukasus); nu a fost înființată niciodată.
- Reichskommissariat Moskowien (RKM) (zona metropolitană Moscova și restul Rusiei Europene, mai puțin Karelia și peninsula Kola, promise a fi retrocedate Finlandei); nu s-a organizat niciodată pe deplin. Înaintarea militară germană s-a oprit în 1941/42.
- Reichskommissariat Kaukasus (RKK) (Sudul Rusiei și zona Caucaz); nu s-a organizat niciodată complet. Înaintarea militară germană s-a oprit în 1942/43.
- Reichskommissariat Turkestan (RKT) (republicile și teritoriile din Asia Centrală); nu s-a înființat.

La cererea lui Hitler, proiectul Turkestanului a fost amânat de către Rosenberg pentru viitorul imediat, ordinul fiind să se concentreze pe Europa pentru moment. Asia Centrală a fost identificată drept o viitoare țintă a expansiunii germane⁠(d), întrucât în curând armatele vor fi gata să se mute mai spre est, după consolidarea victoriei în Rusia Sovietică. Interesul manifestat pentru o parte din zonă de principalul partener al Germaniei din cadrul Axei, Imperiul Japonez, putea deveni un subiect de discuție în raport cu proiectul acesteia din urmă pentru Sfera de Co-prosperitate Asia de Est Mare⁠(d).
Printre unitățile suplimentare care au fost în discuție la diferite momente de timp s-au numărat Reichskommissariat Don-Wolga dar, prin cea de-a doua jumătate a lunii mai 1941, numărul de unități administrative care urmau să fie stabilite în est se limitase la patru; precum și un Reichskommissariat Ural pentru centrul și sudul regiunii Ural.